# Hangö vattentorn
Hangö vattentorn (finska: Hangon vesitorni) är ett vattentorn i Hangö i det finländska landskapet Nyland. Vattentornet som har ritats av arkitekt Bertel Liljequist färdigställdes under fortsättningskriget år 1943. Vattentornet ligger på Vårdberget bredvid Hangö kyrka och det ägs av Hangö stad. Tornet är totalt 48 meter högt.

## Det gamla vattentornet
Det gamla vattentornet i Hangö färdigställdes år 1910. Tornet var det första vattentornet i Finland. Byggnaden ritades av arkitekt Waldemar Aspelin. Tornet var kantat med granit. Träkrabborna spiralerar runt tornets innervägg.

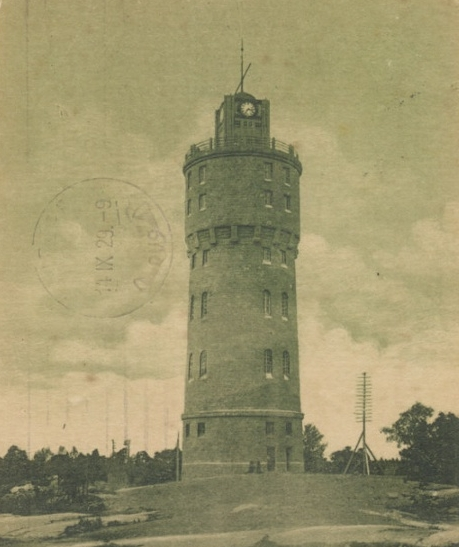
Hangö gamla vattentorn.

Efter vinterkriget hyrdes Hangö udd till Sovjetunionen. Sovjetunionen sprängde vattentornet med en tidsinställd bomb dagen efter tillbakadragandet den 3 december 1941.